# Дискография Уайти
Дискография британского автора-исполнителя Уайти состоит из двух студийных альбомов, четырёх интернет-альбомов, двух мини-альбомов, шести синглов и двух видеоклипов. Также Уайти спродюсировал несколько ремиксов и песен.
Начав сольную карьеру в 2003, на протяжении последних десяти лет Уайти сотрудничал с несколькими студиями звукозаписи, в конечном счёте став независимым музыкантом, создающим и продающим свои записи самостоятельно. Из-за отсутствия продвижения практически все его релизы не были представлены в чартах, за исключением сингла «Non Stop / A Walk in the Dark», который попал на 67 позицию UK Singles Chart в 2005 году.

## Альбомы

### Студийные альбомы
| Название                                      | Детали | Примечания |
| --------------------------------------------- | --- | --- |
| The Light at the End of the Tunnel Is a Train | - Выпущен: 21 марта 2005 10 октября 2006 - Лейбл: 1234, Dim Mak Records - Формат: CD, LP, онлайн-загрузка | - Был включен в список «Лучшие альбомы месяца» изданием The Observer. - Перевыпущен независимо на Bandcamp в 2012. |
| Great Shakes                                  | - Выпущен: 23 марта 2012 - Лейбл: независимый релиз - Формат: онлайн-загрузка                             | - Альбом был записан и спродюсирован в студии, однако утёк в 2007 и с тех пор не выпущен на физических носителях.  |

| Название            | Детали                                                                                |
| ------------------- | ------------------------------------------------------------------------------------- |
| Canned Laughter     | - Выпущен: 1 января 2010 - Лейбл: Spoilt, независимый релиз - Формат: онлайн-загрузка |
| Great Shakes Vol. 2 | - Выпущен: 23 марта 2012 - Лейбл: независимый релиз - Формат: онлайн-загрузка         |
| Lost Summer         | - Выпущен: 19 мая 2012 - Лейбл: независимый релиз - Формат: онлайн-загрузка           |
| Bare Bones          | Выпуск ожидается                                                                      |

| Название              | Детали                                                                     |
| --------------------- | -------------------------------------------------------------------------- |
| Leave Them All Behind | - Выпущен: 2003 - Лейбл: PPQ Records, Regal - Формат: Винил, CD, промодиск |
| Made of Night         | - Выпущен: 21 февраля 2008 - Лейбл: Marquis Cha Cha - Формат: Винил, CD    |

| №                   | Название                                        | Длительность |
| ------------------- | ----------------------------------------------- | ------------ |
| 1.                  | «Intro / In the Limelight»                      | 3:37         |
| 2.                  | «Leave Them All Behind»                         | 4:38         |
| 3.                  | «Y.U.H.2.B.M.2»                                 | 4:22         |
| 4.                  | «A Walk in the Dark / Reprise»                  | 5:38         |
| 5.                  | «Can't Go Out, Can't Stay In»                   | 4:39         |
| 6.                  | «Tantrum»                                       | 3:49         |
| 7.                  | «HaHaHa»                                        | 4:09         |
| 8.                  | «Halfway Gone»                                  | 5:15         |
| 9.                  | «Non Stop»                                      | 3:48         |
| 10.                 | «The Light at the End of the Tunnel Is a Train» | 5:05         |
| Общая длительность: | Общая длительность:                             | 45:05        |

| №                   | Название                   | Длительность |
| ------------------- | -------------------------- | ------------ |
| 1.                  | «Rats»                     | 4:42         |
| 2.                  | «Wrap It Up»               | 3:57         |
| 3.                  | «I Made Myself Invisible»  | 3:52         |
| 4.                  | «Sweet Words for the Sour» | 5:00         |
| 5.                  | «One by One»               | 4:24         |
| 6.                  | «Cigarette»                | 4:29         |
| 7.                  | «Never Enough»             | 4:46         |
| 8.                  | «G.I.R.L»                  | 4:32         |
| 9.                  | «Don't Forget Yourself»    | 3:49         |
| 10.                 | «You»                      | 4:15         |
| Общая длительность: | Общая длительность:        | 43:50        |

| №                   | Название                                            | Длительность |
| ------------------- | --------------------------------------------------- | ------------ |
| 1.                  | «Intro / Dinosaur»                                  | 6:18         |
| 2.                  | «Times Up»                                          | 5:37         |
| 3.                  | «Count Those Freaks»                                | 4:16         |
| 4.                  | «…And When Your Sun Goes Down, You'll Know»         | 6:00         |
| 5.                  | «The Genius of the Crowd»                           | 4:20         |
| 6.                  | «Liars, Vipers, Jokes and Fakes»                    | 5:38         |
| 7.                  | «Send Out the Clowns»                               | 5:48         |
| 8.                  | «I Had a Wonderful Night (It Just Wasn't This One)» | 5:08         |
| 9.                  | «The Up Sound for the Down People»                  | 4:46         |
| 10.                 | «Twisted Sheets»                                    | 3:12         |
| 11.                 | «Who to Be?»                                        | 3:57         |
| 12.                 | «The Friend» (Demo)                                 | 6:13         |
| 13.                 | «The Wheel» (Demo)                                  | 6:07         |
| 14.                 | «A Dedication»                                      | 3:02         |
| Общая длительность: | Общая длительность:                                 | 70:22        |

| №                   | Название                              | Длительность |
| ------------------- | ------------------------------------- | ------------ |
| 1.                  | «Stay on the Outside»                 | 5:00         |
| 2.                  | «The Gutter»                          | 4:13         |
| 3.                  | «Do the Nothing» (with Erol Alkan)    | 4:47         |
| 4.                  | «What's Wrong with People?» (Part I)  | 4:31         |
| 5.                  | «Blah»                                | 3:55         |
| 6.                  | «Black Cat»                           | 4:32         |
| 7.                  | «What's Wrong with People?» (Part II) | 4:21         |
| 8.                  | «Full of Dust»                        | 3:49         |
| 9.                  | «Head in the Corner»                  | 6:14         |
| 10.                 | «Individuals»                         | 5:30         |
| 11.                 | «Goodbye Crocodile» (Demo)            | 4:32         |
| 12.                 | «Made of Night»                       | 7:08         |
| Общая длительность: | Общая длительность:                   | 58:32        |

| №                   | Название                                 | Длительность |
| ------------------- | ---------------------------------------- | ------------ |
| 1.                  | «Civilizashun / Nobody Made the Monster» | 6:08         |
| 2.                  | «Brief and Bright»                       | 4:41         |
| 3.                  | «People»                                 | 5:55         |
| 4.                  | «Saturday Night Ate Our Lives»           | 4:50         |
| 5.                  | «Lost Summer»                            | 4:26         |
| 6.                  | «Deadeyes»                               | 4:43         |
| 7.                  | «Get By»                                 | 4:38         |
| 8.                  | «The Empty Man»                          | 5:08         |
| 9.                  | «See You Next Time»                      | 4:18         |
| Общая длительность: | Общая длительность:                      | 44:50        |

| №                   | Название                | Длительность |
| ------------------- | ----------------------- | ------------ |
| 1.                  | «Leave Them All Behind» | 4:39         |
| 2.                  | «Non Stop»              | 3:53         |
| 3.                  | «Twoface» ()            | 3:48         |
| 4.                  | «The Awful Truth» ()    | 4:03         |
| Общая длительность: | Общая длительность:     | 16:23        |

| №                   | Название                 | Длительность |
| ------------------- | ------------------------ | ------------ |
| 1.                  | «Leave Them All Behind»  | 4:39         |
| 2.                  | «Just Another Animal» () | 3:31         |
| 3.                  | «Twoface»                | 3:48         |
| Общая длительность: | Общая длительность:      | 12:58        |

| №                   | Название                     | Длительность |
| ------------------- | ---------------------------- | ------------ |
| 1.                  | «Sweet Words for the Sour»   | 5:02         |
| 2.                  | «Not You Again (Nonstop)» () | 3:49         |
| 3.                  | «Made of Night»              | 7:10         |
| 4.                  | «Shaking on a String» ()     | 2:43         |
| Общая длительность: | Общая длительность:          | 18:44        |

## Синглы
| Название                                                                         | Год  | Пик | Пик | Альбом                                        |
| Название                                                                         | Год  | US  | UK  | Альбом                                        |
| -------------------------------------------------------------------------------- | ---- | --- | --- | --------------------------------------------- |
| «Y.U.H.2.B.M.2» (изначально «Why You Have to Be Me»)                             | 2003 | —   | —   | The Light at the End of the Tunnel Is a Train |
| «Leave Them All Behind»                                                          | 2004 | —   | 165 | The Light at the End of the Tunnel Is a Train |
| «Non Stop / A Walk in the Dark»                                                  | 2005 | —   | 67  | The Light at the End of the Tunnel Is a Train |
| «Wrap It Up»                                                                     | 2006 | —   | —   | Great Shakes                                  |
| «Individuals»                                                                    | 2008 | —   | —   | Great Shakes Vol. 2                           |
| «Saturday Night Ate Our Lives»                                                   | 2012 | —   | —   | Lost Summer                                   |
| «—» означает, что сингл не попал в чарт или не был выпущен на данной территории. |      |     |     |                                               |

## Видеография

### Видеоклипы
| Название     | Год  |
| ------------ | ---- |
| «Non Stop»   | 2005 |
| «Wrap It Up» | 2008 |

## Прочие появления

### Сборники
| Название                | Год  | Альбом                                      |
| ----------------------- | ---- | ------------------------------------------- |
| «Y.U.H.2.B.M.2»         | 2002 | Sonic Mook Experiment: Future Rock 'n' Roll |
| «Twoface»               | 2003 | Sonic Mook Experiment: Hot Shit             |
| «Leave Them All Behind» | 2005 | Modular Presents: Leave Them All Behind     |
| «Stay on the Outside»   | 2007 | Kitsuné Maison Compilation 4                |

### Участия
| Название                             | Год  | Заявлен как              | Артист(ы)                             |
| ------------------------------------ | ---- | ------------------------ | ------------------------------------- |
| Life (EP)                            | 1991 | Автор                    | Vibe Tribe                            |
| Spice of Life (EP)                   | 1992 | Автор                    | Global Method                         |
| Good Livin' Platter                  | 1997 | Бэк-вокалист             | The Junkyard Dogs                     |
| «Slimcea Girl» (The Fat Boy Dub)     | 1997 | Гитарист                 | Mono                                  |
| Cut Loose Howling                    | 1998 | Дизайнер                 | Deadfall                              |
| I Got a Brand New Egg Layin' Machine | 2005 | Дополнительный персонал  | Goon Moon                             |
| «Hanging Around»                     | 2005 | Басист                   | Le Volume Courbe                      |
| «Paint It Red»                       | 2005 | Композитор, бэк-вокалист | Royal Appointment (п/у Coco Electrik) |

### Ремиксы
| Название            | Год  | Артист(ы)          |
| ------------------- | ---- | ------------------ |
| «San Trancisco»     | 1994 | Punchunella        |
| «Any Minute Now»    | 2004 | Soulwax            |
| «Me & My Man»       | 2004 | Chromeo            |
| «Red Blooded Woman» | 2004 | Кайли Миноуг       |
| «Coochie Coo»       | 2005 | Princess Superstar |
| «Going Nowhere»     | 2005 | Cut Copy           |
| «Helicopter»        | 2005 | Bloc Party         |
| «Okay»              | 2005 | The Sexmachines    |
| «Pulsatron»         | 2005 | Siobhan Fahey      |
| «Vote Whitey»       | 2005 | Drinkme            |
| «Bleep #1»          | 2007 | MOTOR              |
| «Second Life»       | 2008 | Gang of Four       |

## Комментарии
1. ↑  Расширенная версия была выпущена 12 апреля 2012[8].
2. 1 2  Уайти был одним из участников.